# Certaines n'avaient jamais vu la mer
Certaines n'avaient jamais vu la mer (titre original en anglais : The Buddha in the Attic) est un roman américain de Julie Otsuka publié originellement en 2011. La traduction française paraît le 30 août 2012 aux éditions Phébus. Il reçoit la même année le prix Femina étranger et le PEN/Faulkner Award.

## Résumé
Le roman décrit la vie de Japonaises qui, avant la seconde guerre mondiale, ont accepté de se marier en Amérique à des maris qu'on leur avait présentés beaux et riches. Après une éprouvante traversée de l'océan Pacifique, elles rencontrent pour la première fois leur époux. Elles racontent leurs misérables vies d'exilées, leurs combats, la naissance de leurs enfants, l'humiliation subie des Blancs. Une véritable clameur jusqu'au silence de la guerre... Avec le début de la guerre entre les deux nations, certaines sont internées dans les camps des Nippo-Américains.

## Réception critique
Le livre a obtenu en 2011 le Langum Prizes (Historical Fiction Prize) et une nomination pour le National Book Award for Fiction, en 2012 le PEN/Faulkner Award pour la fiction et le Prix Femina étranger,.

## Éditions
- Éditions Phébus, 2012  (ISBN 978-2-7529-0670-0).

## Adaptation
Le metteur en scène et directeur de la Comédie de Valence, Richard Brunel, a réalisé une adaptation théâtrale du roman, présentée au Festival d'Avignon 2018.